# Aldanci
Aldanci (makedonska: Алданци) är en ort i Nordmakedonien. Den ligger i kommunen Kruševo, i den centrala delen av landet, 70 kilometer söder om huvudstaden Skopje. Aldanci ligger 647 meter över havet och antalet invånare är 459.